# جنوآ (نوادا)
جنوآ، نوادا (به انگلیسی: Genoa, Nevada) یک سکونتگاه مسکونی در ایالات متحده آمریکا است که در شهرستان داگلاس، نوادا واقع شده‌است.

## خصوصیات
جنوآ ۹۳۹ نفر جمعیت دارد و ۱٬۴۶۴٫۸۹ متر بالاتر از سطح دریا واقع شده‌است.